# Шахтёрская агломерация
Шахтёрская агломерация (укр. Шахтарська агломерація) — городская агломерация в Донецкой области Украины. Население агломерации — 210 000 чел. (2014 год), 250 000 чел. (2001 год).
На данный момент территория агломерации находится под российской оккупацией.

## Состав
- города (190 400 чел.):
  - Торез
  - Шахтерск
  - Снежное
- посёлки Шахтёрского, Торезкого и Снежнянского горсоветов (56 100 чел.)
- сёла Шахтёрского и Снежнянского горсоветов (3 500 чел.)

Экономическая специализация: угольная промышленность, машиностроение.
Некоторые авторы относят к Шахтерской англомерации города Ждановку и Кировское — с общим населением 296 000 чел.